# Carl Hultgren
Carl Filibert Hultgren, född 25 maj 1864 i Varberg, död 8 januari 1944 i Södertälje, var en svensk ämbetsman och diplomat.

## Biografi
Carl Hultgren avlade studentexamen i Karlskrona 1884 och var extra ordinarie kammarskrivare i Tullverket 1884, kammarskrivare 1897 och kontrollör 1904. Hultgren var delegat vid svenska generalkommissionen vid Parisutställningen 1900, sekreterare i Sveriges allmänna sjöfartsförening 1902–1917 och hedersledamot från 1918. Han var sekreterare i finansdepartementets tullkommitté 1903–1905, delegat vid internationella ekonomiska kongressen i Mons 1905, sekreterare vid underhandlingar för svensk-tyska handelstraktatet 1905–1906, sekreterare i 1906 års bevillningsutskott för samma ärenden och ledamot av tulltaxekommittén 1906–1909. Hultgren blev kansliråd och chef för Utrikesdepartementets (UD) handelsavdelning 1906.
Han var vice ordförande i ångfärjekommittén Trelleborg-Sassnitz 1906–1907, ledamot av Petersburgkommittén 1908, av kommittén för samtrafik mellan svenska och ryska järnvägar 1908 och av köttkontrollkommissionen 1908–1909. Hultgren hade särskilt uppdrag i Ryssland, Kristiania 1908, London, Paris, Berlin, Haag, Köpenhamn 1909, Kristiania, Berlin 1910, Siam 1911–1912, Petrograd, Kiev, Wien 1912 och Berlin 1914. Han hade även särskilt uppdrag i en av underhandlingarna angående svensk-tyska handelstraktatet 1910–1911 och svensk-japanska 1911. Hultgren var ledamot av kommerskollegiets omorganisationskommitté 1911–1912 och av kommittén för utveckling av sjöfartsförbindelse mellan Sverige och Ryssland 1911–1916, av Statens industrikommission 1914, av Statens handelskommission 1915 samt var ledamot av styrelsen för Livförsäkringsbolaget Framtiden.
Hultgren blev envoyé i Buenos Aires och Santiago de Chile 1918, även i Montevideo samma år och i Asunción från 1921. Han blev sändebud i disponibilitet 1925 och tog avsked 1931. Han var envoyé en miss. spéc. i Peru 1920 och 1924, hade särskilt uppdrag i Bolivia 1920 och blev hedersledamot vid geografiska sällskapet i Lima 1920.
Hultgren var son till byggmästare Nils M:son Hultgren och Emma Wallgren samt bror till Ernst Olof Hultgren. Han gifte sig 1898 med Fanny Wesche (1867–1961), fosterdotter till grosshandlaren Carl Fredrik Liljewalch j:r. Hultgren avled den 8 januari 1944 och gravsattes den 14 januari på Norra begravningsplatsen i Stockholm.

## Utmärkelser

### Svenska utmärkelser
- Kommendör av första klassen av Nordstjärneorden, 5 juni 1920.[6]
- Riddare av Nordstjärneorden, 1908.[7]
- Kommendör av andra klassen av Vasaorden, 6 juni 1911.[8]
- Riddare av första klassen av Vasaorden, 1901.[9]

### Utländska utmärkelser
- Storkorset av Finlands Vita Ros’ orden, tidigast 1921 och senast 1925.[10][11]
- Storkorset av Peruanska Solorden, tidigast 1921 och senast 1925.[10][11]
- Kommendör av första klassen av Badiska Zähringer Löwenorden, senast 1910.[12]
- Första klassen av Chilenska förtjänsttecknet, tidigast 1921 och senast 1925.[10][11]
- Kommendör av första graden av Danska Dannebrogorden, tidigast 1918 och senast 1921.[10][13]
- Riddare av Danska Dannebrogorden, senast 1910.[12]
- Andra klassen av Japanska Heliga skattens orden, tidigast 1910 och senast 1915.[12][14]
- Riddare av andra klassen med kraschan av Preussiska Kronorden, senast 1910.[12]
- Riddare av andra klassen med kraschan av Ryska Sankt Stanislausorden, tidigast 1910 och senast 1915.[12][14]
- Andra klassen av Siamesiska Vita elefantens orden, tidigast 1910 och senast 1915.[12][14]
- Kommendör med kraschan av Österrikiska Frans Josefsorden, tidigast 1915 och senast 1918.[13][14]
- Kommendör av Portugisiska Kristusorden, senast 1910.[12]
- Riddare av andra klassen av Preussiska Röda örns orden, senast 1910.[12]
- Riddare av andra klassen av Ryska Sankt Annas orden, senast 1910.[12]
- Officer av Franska Hederslegionen, senast 1910.[12]
- Konung Oscar II:s norska guldmedalj for fortjenstlig virksomhed, 1897.[4]